# Carolina Wikström
Anna Carolina Margareta Wikström (* 4. September 1993 in Hudiksvall) ist eine schwedische Leichtathletin, die sich auf den Langstreckenlauf spezialisiert hat.

## Sportliche Laufbahn
Carolina Wikström kam erst mit Mitte zwanzig zur Leichtathletik und fokussierte sich auf den Straßenlauf. Erste internationale Erfahrungen sammelte sie bei den Halbmarathon-Weltmeisterschaften 2020 in Gdynia, bei denen sie nach 1:11:31 h auf den 37. Platz gelangte. Im Jahr darauf nahm sie im Marathonlauf an den Olympischen Sommerspielen in Sapporo teil und lief dort nach 2:33:19 h auf dem 22. Platz ein. 2022 wurde sie bei den Weltmeisterschaften in Eugene in 2:32:24 h 25. und bei den Straßenlauf-Weltmeisterschaften 2023 in Riga erreichte sie nach 1:10:56 h Rang 56 im Halbmarathon. Im Jahr darauf nahm sie erneut an den Olympischen Sommerspielen in Paris teil und klassierte sich dort mit 2:24:20 h auf dem 52. Platz im Marathon und im September siegte sie in 1:51:36 h beim Lidingöloppet. Daraufhin gelangte sie bei den Crosslauf-Europameisterschaften in Antalya nach 26:56 min auf den 25. Platz. im Einzelbewerb.
In den Jahren 2020 und 2021 sowie 2023 und 2024 wurde Wikström schwedische Meisterin im Marathon sowie 2023 auch im Halbmarathon und im 10-km-Straßenlauf.

## Persönliche Bestleistungen
- 10.000 Meter: 32:31,62 min, 20. Mai 2023 in London
- 10-km-Straßenlauf: 32:38 min, 11. Oktober 2020 in Anderstorp
- Halbmarathon: 1:09:39 h, 22. Oktober 2023 in Valencia
- Marathon: 2:24:30 h, 18. Februar 2024 in Sevilla